# Lotus Omega

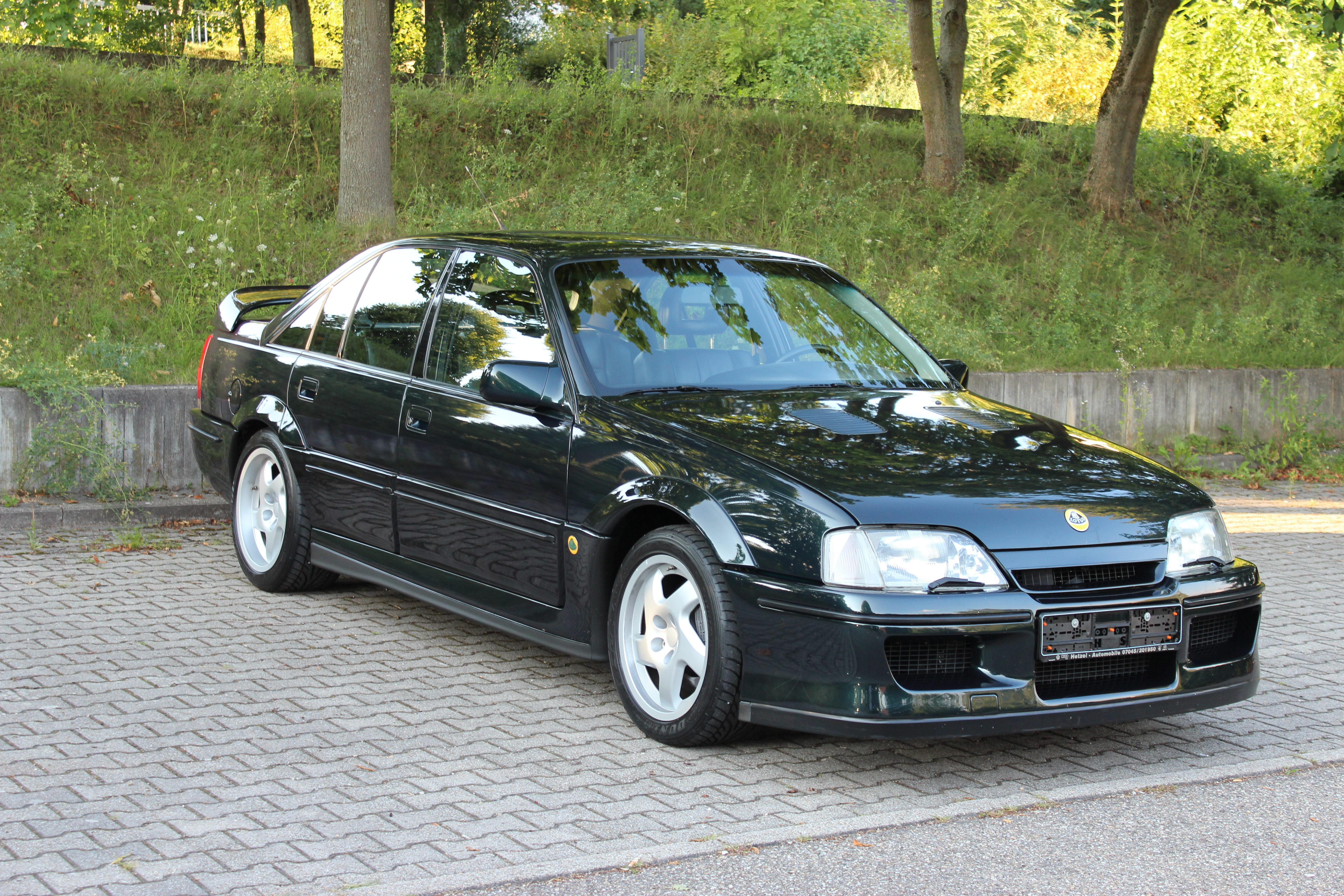
Lotus Omega

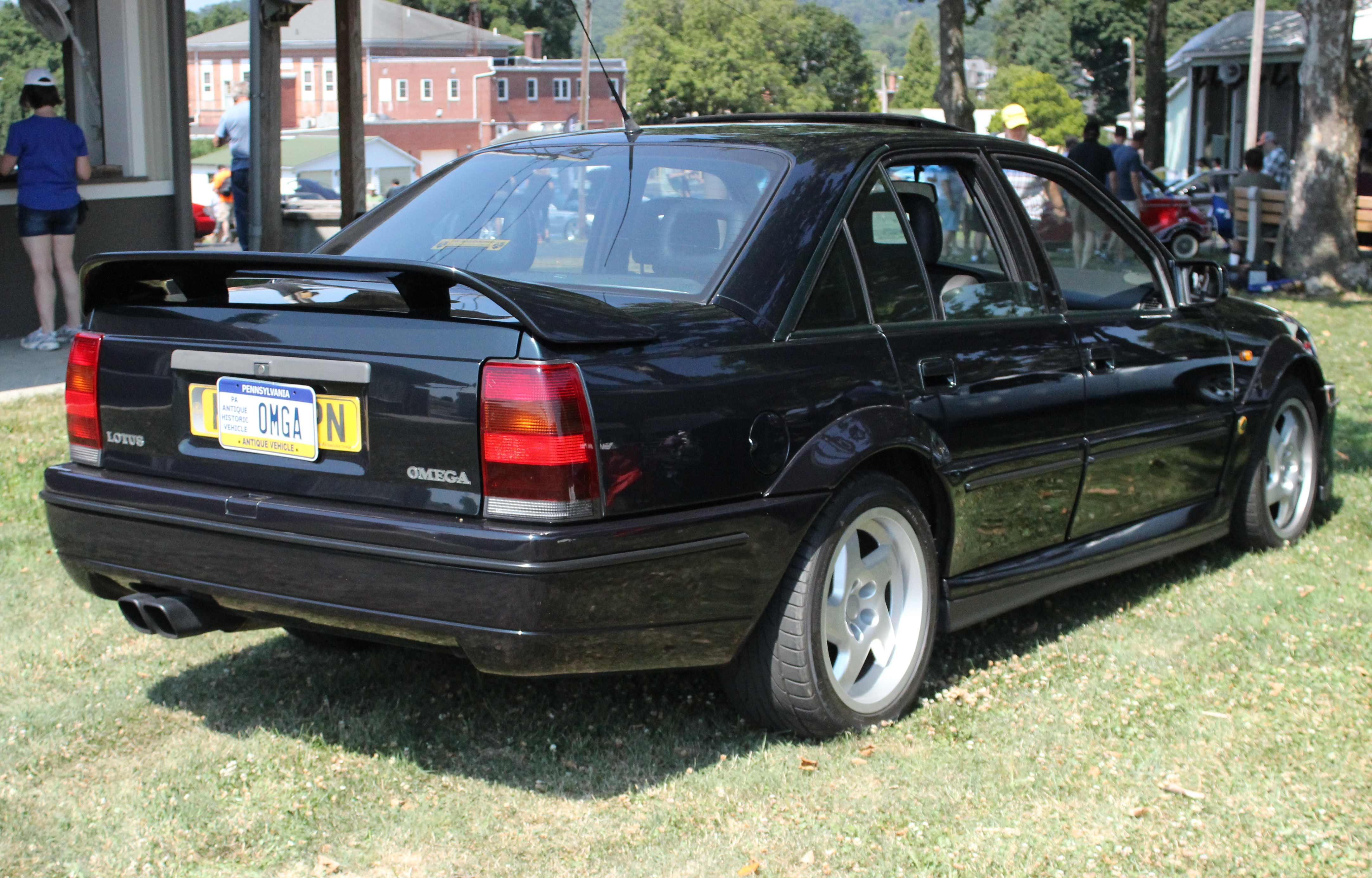
Heckansicht

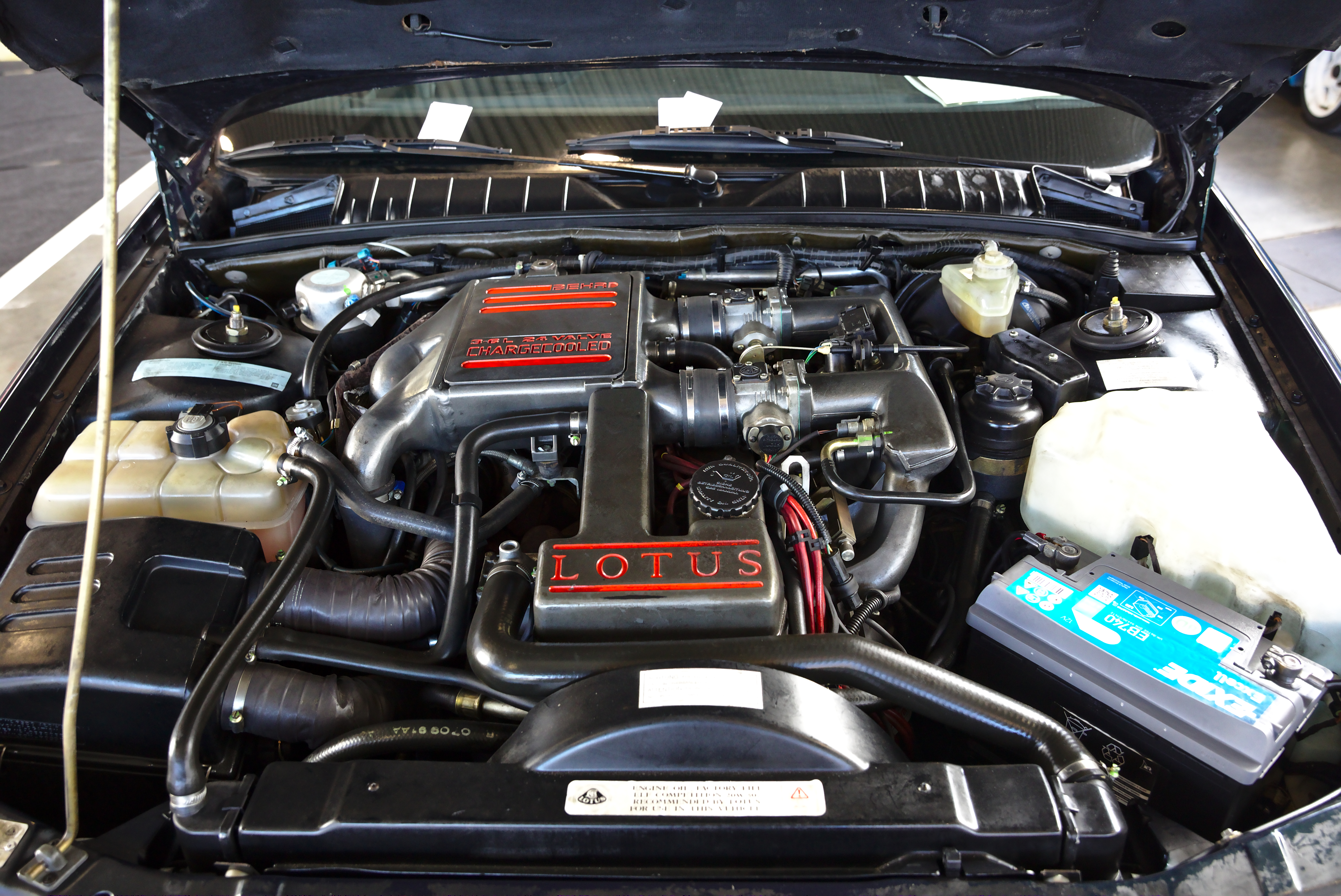
Motorraum

Der Lotus Omega ist eine Sportlimousine des Fahrzeugherstellers Lotus entstanden aus einer Idee von Bob Eaton, Präsident von GM Europe, und Mike Kimberley, Chef von Lotus Cars.

## Entstehung
Ziel war es eine Hochleistungs-Limousine mit einer Beschleunigung von 0 auf 100 km/h unter 6 Sekunden zu bauen, um das angestaubte Opel/Vauxhall-Image Ende der 1980er Jahre mit einem besonderen Fahrzeug aufzuwerten. Letztlich wurde auf Basis des Opel Omega A in Gemeinschaftsarbeit von Lotus und Opel in grob zwei Jahren ein Fahrzeug entwickelt und getestet. Der Prototyp wurde der Öffentlichkeit auf dem Genfer Automobilsalon im März 1989 vorgestellt, das finale Design im März 1990 ebenso auf dem Genfer Automobilsalon.
Eine exklusive Kleinserie von 1100 Exemplaren wurde zur Produktion im Lotus-Werk Hethel (Großbritannien) vorgesehen. Jedes der exklusiven Fahrzeuge erhielt eine vierstellige Fahrzeugnummer, die als Plakette auf dem Handschuhfachdeckel und dem Schlossträger angebracht wurde. Vertrieben über das Opel-Händlernetz waren für Deutschland 400 Stück zum Preis von je 125.000 DM (Inflationsbereinigt entspricht dies 122.900 EUR mit Stand 2025) reserviert. In Großbritannien wurde der Lotus Omega als Lotus Carlton angeboten, da der Opel Omega dort als Vauxhall Carlton verkauft wurde. 
Durch die Wirtschaftskrise zu Beginn der 1990er-Jahre wurde die Kleinserie mit dem 950sten Fahrzeug frühzeitig eingestellt, das von allen Arbeitern unterschrieben wurde.

## Technik
Das Basismodell Opel Omega A 3000 24V wurde im Opel-Stammwerk Rüsselsheim in der Farbe British Empiregrün gefertigt und nach Großbritannien transportiert. Nach der Überführung wurde das Fahrzeug bei Lotus wieder zerlegt und diverse Teile, darunter Motor, Getriebe und Stoßstangen, an das Werk Rüsselsheim zurückgesendet.
In diversen Umbauschritten wurden viele Teile des Fahrzeuges überarbeitet. Die Karosserie des Opel Omega A 3000 24V wurde an mehreren Stellen mit dem Plasmaschneider nachbearbeitet, darunter die Kotflügel, die Seitenwände und der Mitteltunnel, und neue Bleche eingeschweißt. Den technischen Notwendigkeiten der hohen Geschwindigkeiten entsprechend wurde ein im Windkanal optimiertes Bodykit verbaut, darunter eine Stoßstange vorn mit massiven Lufteinlässen für beide Ölkühler, eine lang nach unten gezogene Stoßstange hinten, runde Radhausverbreiterungen, Seitenschweller mit Türbeplankungen, Lufthutzen in der Motorhaube sowie ein großer Heckspoiler.
Der Reihensechszylindermotor mit vier Ventilen pro Zylinder hat einen Hubraum von 3,6 Litern und erreicht durch die Aufladung mit zwei parallel geschalteten Turboladern eine Leistung von 277 kW (377 PS) (C36GET). Das maximale Drehmoment beträgt 557 Nm. Das Antriebsmoment wird über das ZF S6-40 Getriebe übertragen, das auch in der Corvette C4 ZR-1 zum Einsatz kam. Der sechste Gang ist lang übersetzt und somit als Schongang ausgelegt, was den Benzinverbrauch bei hohen Geschwindigkeiten durch die niedrigere Drehzahl senkt. Das Differenzial stammt vom Holden Commodore aus Australien.
Das Fahrwerk wurde den Fahrleistungen entsprechend optimiert und eine größere Bremsanlage von AP Racing verbaut. Im Innenraum wurden Sitze, Rückbank und Türverkleidungen mit Conolly-Leder überzogen und ein Tacho bis 300 km/h verbaut.

### Technische Daten
| Motor                           | 6-Zylinder-Reihenmotor (Viertakt)                                              |
| Hubraum                         | 3615 cm³                                                                       |
| Bohrung × Hub                   | 95,0 × 85,0 mm                                                                 |
| Leistung bei 1/min              | 277 kW (377 PS) bei 5200                                                       |
| Max. Drehmoment bei 1/min       | 557 Nm bei 4200                                                                |
| Gemischaufbereitung             | elektronische Einspritzung (GM Delco), 2 Garrett-Turbolader, Ladedruck 0,6 bar |
| Ventilsteuerung                 | Hängende Ventile, (2 obenliegende Nockenwellen, Kette)                         |
| Kühlung                         | Wasserkühlung                                                                  |
| Getriebe                        | 6-Gang-Getriebe                                                                |
| Radaufhängung vorn              | MacPherson-Federbeinachse, Schraubenfedern                                     |
| Radaufhängung hinten            | Schräglenkerachse, Schraubenfedern                                             |
| Bremsen                         | Vierrad-Scheibenbremsen, Ø vorne 330 mm und hinten 300 mm, ABS                 |
| Karosserie                      | Stahlblech, selbsttragend                                                      |
| Spurweite vorn/hinten           | 1488/1533 mm                                                                   |
| Radstand                        | 2730 mm                                                                        |
| Länge                           | 4768 mm                                                                        |
| Leergewicht                     | 1690 kg                                                                        |
| Höchstgeschwindigkeit           | 283 km/h                                                                       |
| 0–100 km/h                      | 5,4 s                                                                          |
| Verbrauch (Liter/100 Kilometer) | 11,5 S                                                                         |

## Fahrleistungen
Der Lotus Omega beschleunigt laut konservativen Werksangaben von 0 auf 100 km/h in 5,4 s bei einer Höchstgeschwindigkeit von 283 km/h. Die tatsächlich gemessenen Fahrleistungen bewegten sich jedoch bei bis zu 4,9 s auf 100 km/h und 17,3 s auf 200 km/h gemäß diverser Testberichte von Auto-Zeitschriften.
Der Lotus Omega galt nach dem Alpina B10 Biturbo (291 km/h) als schnellste Serienlimousine der Welt. Der Alpina B10 Biturbo übertraf den Lotus Omega nominell in der Höchstgeschwindigkeit, aber bei der Beschleunigung und der Elastizität erreichte der Lotus Omega teils bessere Werte.

## Probleme
Der Lotus Omega war nicht frei von technischen Mängeln, die das Fahrzeug als unzuverlässig erscheinen ließen.  Das Auto litt unter anderem an Problemen mit Elektrik und Elektronik, der Kupplung, dem Getriebe oder dem Motor.